# Бернхард Майєр
Бернхард Майєр (народився в 1963 році в Оберкірху, Баден) — німецький професор релігієзнавства, який публікує в основному про кельтську культуру та релігію.
Маєр вивчав порівняльне релігієзнавство, порівняльне мовознавство, кельтизм і семітизм у Фрайбурзькому університеті Альберта-Людвіга, Аберіствітському університеті, Рейнському університеті імені Фрідріха Вільгельма в Бонні та Лондонському університеті. Він отримав ступінь доктора філософії, захистивши докторську дисертацію про кельтську концепцію королівства та її східні паралелі: «Король і богиня. Кельтське уявлення про царство та його східні паралелі».

## Біографія
Народився в 1963 році в місті Оберкірх, земля Баден-Вюртембург, Німеччина.
У 1998 році отримав кваліфікацію професора Рейнського університету Фрідріха-Вільгельма в Бонні, захистивши дисертацію про релігію кельтів: «Релігія кельтів: боги, міфи, світогляд». Він був нагороджений стипендією Гейзенберга Німецького дослідницького фонду (DFG) з 1999 по 2004 рік. З 2004 по 2006 рік він був читачем і професором кельтської мови в Абердинському університеті. З 2006 року він є професором релігієзнавства та європейської історії релігії в Тюбінгенському університеті.

## Публікації

### Праці англійською мовою
- Куно Меєр і Уельс: листи до Джона Гліна Девіса, 1892—1919, Вюрцбург, 2017. (Академічна бібліотека — Исторія, Том 8) Оригінал англійською мовою.
- Кельти: історія від найдавніших часів до сучасності, Единбург, 2018. (Переклад «Die Kelten: Ihre Geschichte von den Anfängen bis zur Gegenwart»)
- Семітичні дослідження у Вікторіанській Британії. Портрет Вільяма Райта та його світ через його листи. Вюрцбург 2011. Оригінал англійською мовою.
- Вільям Робертсон Сміт. Його життя, його робота і його час. Тюбінген 2009. Оригінал англійською мовою.
- Кельти. Единбург 2003. Переклад з німецької.
- Словник кельтської релігії та культури. Вудбрідж 1997. Переклад з німецької.

### Праці німецькою мовою
- Орден Неба: Історія релігій від кам'яного віку до наших днів, München, 2018.
- Стоунхендж: археологія, історія, міф, 2-е оновлене та розширене видання, Мюнхен, 2018.
- Кельти: їх історія від початку до сьогодення, 3-є повністю перероблене та розширене видання, Мюнхен, 2016.
- Кельтолог між Німецькою імперією та Британською імперією: листи Куно Мейєра до кореспондентів у Німеччині та Австрії, 1874—1919, Вюрцбург, 2016 (Академічна бібліотека — Исторія, Том 6).
- Хлопчик із Гамбурга у вікторіанській Шотландії: листи Куно Майєра до родини, 1874—1876, Вюрцбург, 2016. (Академічна бібліотека — Исторія, Том 5).
- Дитинство в Gründerzeit між Альстером і Ельбою: щоденники Куно Мейєра, 1868—1874, Вюрцбург, 2016. (Академічна бібліотека — Исторія, Том 4).
- Кельти: історія, культура та мова, Тюбінген, 2015. (4354).
- Історія Шотландії, Мюнхен, 2015.
- Перші дні сходознавства: життя і творчість Теодора Нельдеке, відображені в його листах, Вюрцбург, 2013. (Робочі матеріали зі Сходу, 29).
- Історія та культура кельтів. Також опубліковано як Довідник з класичних досліджень: Історія та культура кельтів: Том III, 10. Мюнхен 2012.
- Словник шотландська гельська/німецька та німецька/шотландська гельська. Гамбург 2011.
- Мудрість кельтів. Прислів'я з Ірландії, Шотландії, Уельсу та Бретані. Мюнхен 2011.
- Друїди. Мюнхен 2009.
- Чудові моменти релігії. Фон Августин біс Заратустра. Мюнхен 2008.
- Стоунхендж. Археологія, історія, міф. Мюнхен 2005.
- Релігія німців. Боги — Міфи — Світогляд. Мюнхен 2003.
- Малий словник імен і слів кельтського походження. Мюнхен 2003.
- Релігія кельтів. Боги — Міфи — Світогляд. Мюнхен 2001.
- Коран-Лексикон. Штутгарт 2001.
- Кельти. Ваша історія від початку до сьогодення. Мюнхен 2000.
- Книга легенд валлійських кельтів. Чотири гілки Мабіногі. Мюнхен 1999.
- Лексикон кельтської релігії та культури. Штутгарт 1994.

### Праці японською мовою
- ケルト事典 (Керуто Джітен, тобто «Кельтський словник»), Осака 2001. Переклад з німецької.